# Pinguin (HSK 5)
Pour les articles homonymes, voir HSK.
Le Pinguin (HSK 5) (dont le nom signifie en français « manchot ») est un croiseur auxiliaire (Hilfskreuzer) allemand. Il a été lancé comme navire de charge en 1936, sous le nom de Kandelfels pour la compagnie maritime DDG Hansa.

Il était connu pour la Kriegsmarine comme le Schiff 33. Il était aussi connu de la Royal Navy comme le Raider F.
Il a servi à l'attaque de navires commerciaux lors de la Seconde Guerre mondiale. 

## Campagne
Le Puiguin débute sa campagne en juin 1940. Il opère dans l'Atlantique et dans l'Océan Indien en se déguisant en cargo russe ou britannique. Il obtient de nombreuses victoires et amasse un butin impressionnant. Il a à bord de nombreux prisonniers dont des femmes. En décembre, il est au large de l'Antarctique pour donner la chasse aux flottes baleinières.
Du 12 au 14 mars 1941, il relâche aux îles Karguelen où le commandant Ernst-Felix Krüder envisage de débarquer ses prisonniers avant leur rapatriement en Europe. Mais la dureté des conditions de vie sur l'archipel lui fait abandonner l'idée.

## Fin de carrière
Le 8 mai 1941, le Pinguin est aperçu près du golfe Persique par l'hydravion du croiseur britannique Cornwall qui le coule. Un impact fait exploser les mines à bord, 341 hommes sont tués dont le commandant Ernst-Felix Krüder et les 200 prisonniers,.